# Phil Ehart
Phillip W. Ehart (Coffeyville, 4 februari 1950) is de drummer van de progressieve-rockband Kansas. Samen met Rich Williams is hij het enige bandlid dat op elk album van Kansas heeft meegedaan. Hoewel hij zelf weinig liedjes heeft geschreven, is Ehart coauteur van twee van hun grootste hits, Point of Know Return en Play the Game Tonight. Hij doet de laatste jaren ook het management van de band.

## Jeugd
Ehart begon op de lagere school met drummen. Hij woonde in allerlei plaatsen ter wereld, doordat zijn vader bij de US Air Force werkte en in diverse landen werd gestationeerd, zoals de Filipijnen en Japan.

## Carrière
Toen Ehart eind jaren zestig hoorde dat Kerry Livgrens band Kansas (de tweede band met die naam) was ontbonden, nam hij contact met Livgren op om hem over te halen tot zijn eigen band, White Clover, toe te treden. Met White Clover traden zij in 1969 op tijdens het New Orleans Pop Festival, wat een enorme impact op hem had. White Clover veranderde zijn naam indertijd in 'Kansas'. Deze derde Kansas werd de bekende Amerikaanse progressieve rockband. 

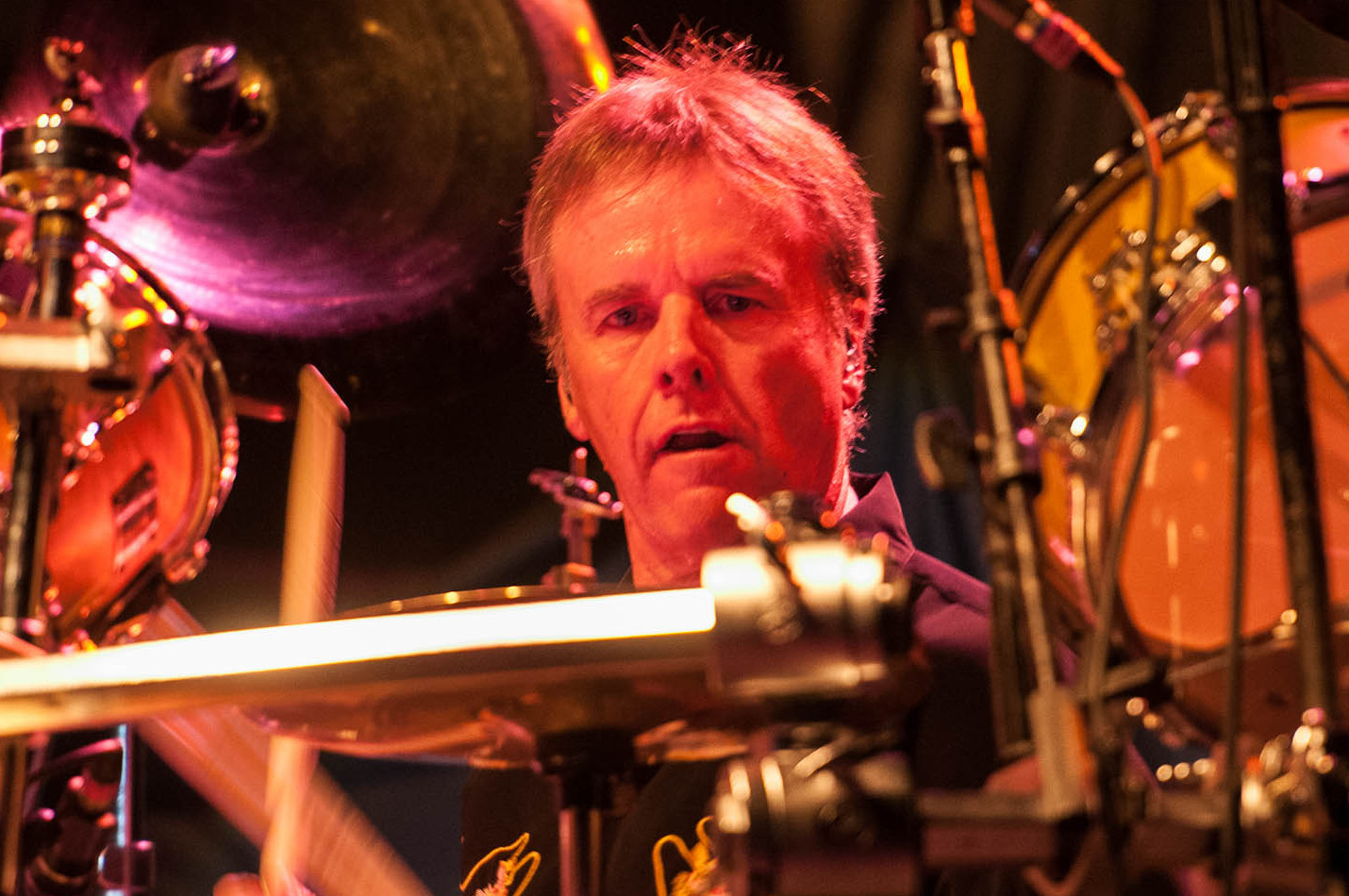
Phil Ehart tijdens een optreden met Kansas in augustus 2012 (foto: Wayne Camlin)

Begin jaren zeventig wilde Ehart, net als veel andere Amerikaanse muzikanten, leren spelen in de 'Britse' muziekstijl die toen populair was. Daarom verhuisde hij naar Engeland. Hij vond de sfeer daar echter niet erg uitnodigend en verrijkend, omdat de Britse muzikanten juist liever de country en de rhythm-and-bluesstijlen wilden aanleren die Ehart met zich meebracht. Dus keerde hij weer snel naar Amerika terug en ontwikkelde zijn eigen stijl in Kansas, die sindsdien grote successen boekte met hits als Carry on wayward son en Dust in the wind.
In 1978 werd Phil Ehart samen met Kansas-zanger Steve Walsh uitgenodigd om mee te spelen op het tweede soloalbum van Steve Hackett, Please don't touch.

## Privéleven
Phil Ehart heeft een zoon, Noah, en een dochter, Avery. Vanwege het autisme van Noah is Ehart een belangenbehartiger geworden voor mensen met autisme. In die hoedanigheid hield hij in 2001 een toespraak  op de Unlocking Autism Power of One-conferentie in Washington DC.
Hij woont met zijn vrouw, Laurie, en kinderen in Henry County, Georgia, even buiten Atlanta. Hun huis hebben zij laten aanpassen aan de behoeften die het autisme van Noah met zich meebrengt.
- International Standard Name Identifier: 0000 0003 7280 1707
- MusicBrainz: d8a1c36b-e514-45a2-96cb-48c287b197f0
- Nationale Bibliotheek van Tsjechië: xx0063344
- Virtual International Authority File: 85710247